# Trioceros marsabitensis
Espèce
Synonymes
- Chamaeleo marsabitensis Tilbury, 1991

Statut de conservation UICN

 NT  : Quasi menacé
Statut CITES
Trioceros marsabitensis est une espèce de sauriens de la famille des Chamaeleonidae.

## Répartition
Cette espèce est endémique du mont Marsabit en Kenya.

## Étymologie
Son nom d'espèce, composé de marsabit et du suffixe latin -ensis, « qui vit dans, qui habite », lui a été donné en référence au lieu de sa découverte.

## Publication originale
- Tilbury, 1991 : A new species of Chamaeleo Laurenti 1768 (Reptilia: Chamaeleonidae) from a relict montane forest in northern Kenya. Tropical Zoology, vol. 4, p. 159-165.